# Eroconeop
Un eroconeop és un ésser mitològic propi de la mitologia catalana, una mena de follet que cavalca en grup damunt de mosquits. Els eroconeops són uns hàbils sageters.